# Städtische Badeanstalt Strausberg
Die Städtische Badeanstalt Strausberg – Strandbad Strausberg (auch Freibad Strausberg) in Strausberg ist ein historisches Strandbad am Ufer des Straussee, das 1925 eröffnet wurde. Das Holzgebäude ist denkmalgeschützt. Zum Bad gehört auch ein Bootsverleih.

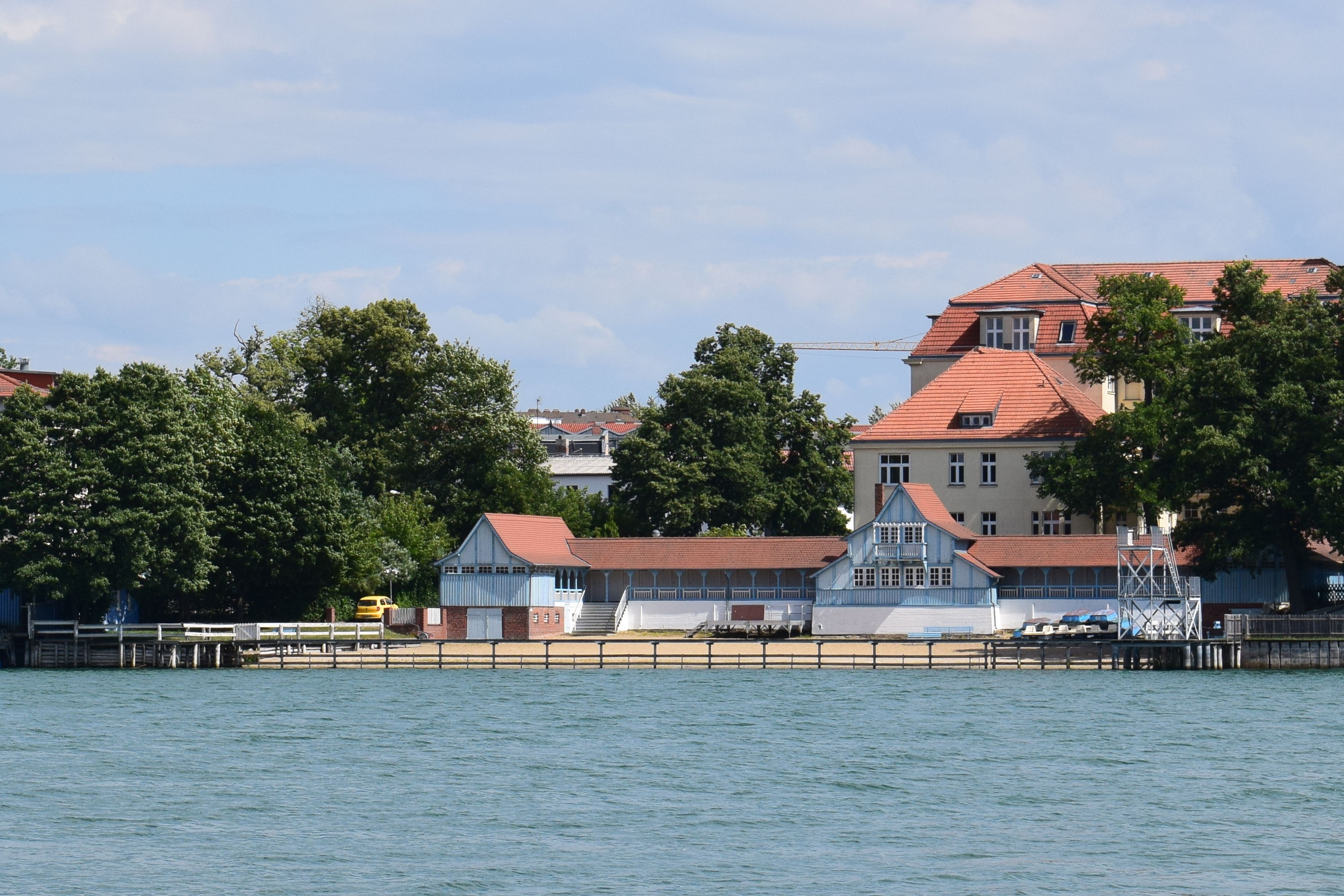
Städtische Badeanstalt Strausberg

## Geschichte
Das Strandbad wurde ab Januar 1924 gebaut und am 20. Juni 1925 mit Vorführungen von Schwimmvereinen, Wasserspielen und einem Bootskorso als Familienbad eröffnet. Die Vorläufer des Bades waren verschiedene Badeanstalten am Ufer des Sees, so gab es bereits 1851 vier Badeanstalten in Strausberg, die zumeist geschlechtlich getrennt als Damenbad oder Herrenbad eingerichtet waren.
Das Freibad wurde 1945 nach Kriegsende stark zerstört und 1950 wieder instand gesetzt. Der hölzerne Sprungturm wurde 1972 durch ein Stahlgerüst mit Rutsche ersetzt. 1995 erfolgten weitere Instandsetzungsarbeiten und eine Rekonstruktion im Sinne des Denkmalschutzes.
Seit 2019 konnte wegen des zu niedrigen Wasserstandes kein Badebetrieb stattfinden, weil durch den veränderten Uferbereich mit nun abruptem Tiefgang des Wassers kein Nichtschwimmerbereich mehr vorhanden ist. Experten identifizierten als Ursache für den Wasserverlust des Sees das Austrocknen zufließender Bäche als Folge des Klimawandels und den zu hohen Grundwasserverbrauch der neu angesiedelten Firma Tesla Gigafactory Berlin-Brandenburg.

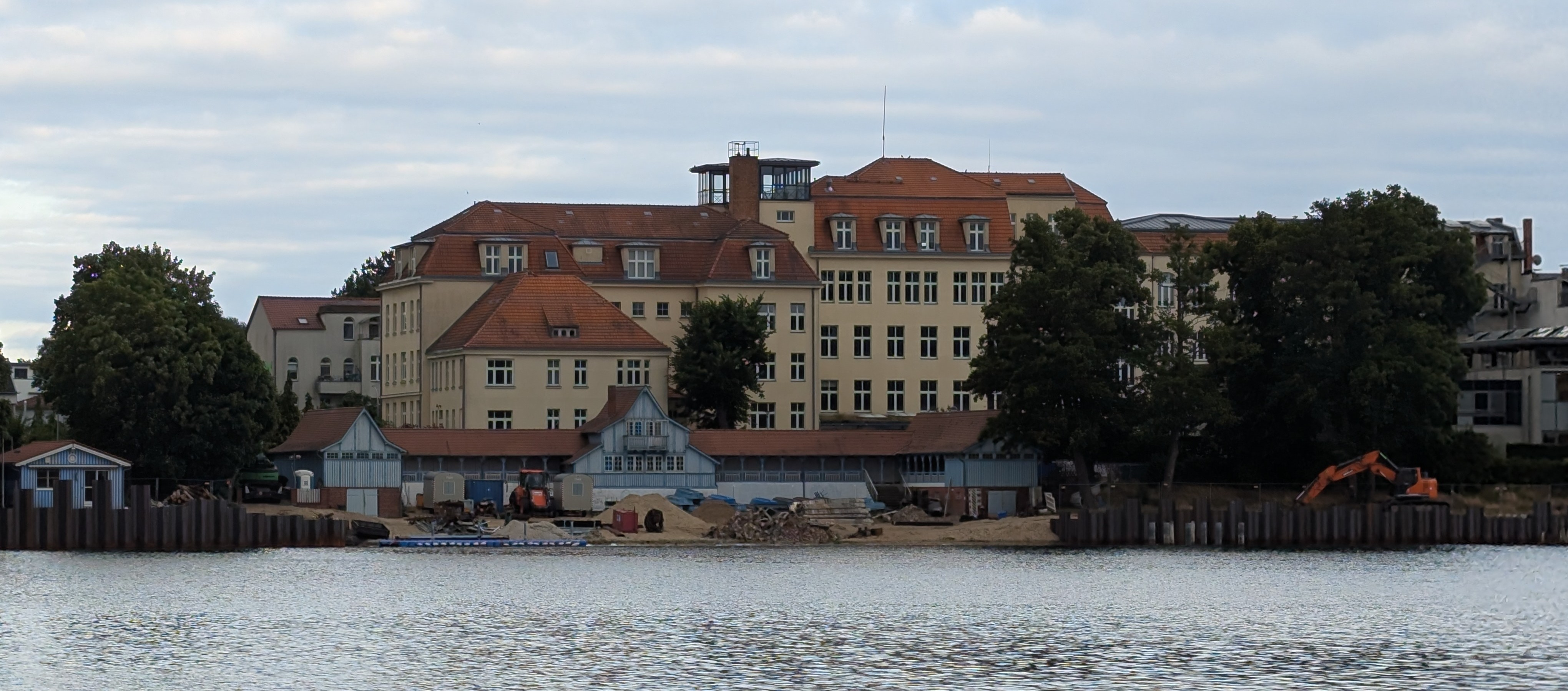
Umbau (2025)

Aktuell (Stand 2025) ist das Freibad wegen Umbauarbeiten geschlossen.

## Veranstaltungen
Am 16. August 1925 fand in der Städtischen Badeanstalt das erste Strausseeschwimmen statt; ein Wettbewerb für Leistungsschwimmer und Freizeitsportler, bei dem der See längs durchschwommen wird. Der Wettbewerb findet – mit einer Unterbrechung in den 1940er bis frühen 1950er Jahren – jährlich statt. Außerdem gab es Schwimm- und Strandfeste und für Kinder sogenannte Neptunfeste.
In den Jahren 2002, 2005 und 2010 war das Strandbad Wettkampfstätte der Deutschen Meisterschaften im Freiwasserschwimmen.